# Toukoudouga
Toukoudouga, également appelé Toukoudga, est un village du département et la commune rurale de Kompienga, situé dans la province de la Kompienga et la région de l’Est au Burkina Faso.

## Géographie

### Situation et environnement
Toukoudouga est situé à 2 km au nord de la frontière togolaise et à environ 25 km à l'ouest de Kompienga, le chef-lieu du département.

### Démographie
- En 2006, le village comptait 1 277 habitants recensés[1].

## Santé et éducation
Le centre de soins le plus proche de Toukoudouga est le centre de santé et de promotion sociale (CSPS) de Pognoa-Sankoado.